# Nati nel 1978/Gennaio
| Questa pagina contiene informazioni ricavate automaticamente dalle voci biografiche con l'ausilio del template Bio e di un bot. L'aggiornamento è periodico e automatico e ricostruisce completamente la pagina. Se manca una persona in questa lista, sei pregato di non aggiungerla, ma accertati piuttosto che la sua voce biografica contenga il template Bio e che i dati anagrafici siano correttamente compilati. Se il template Bio manca, inseriscilo tu stesso o, in alternativa, metti l'avviso {{tmp\|Bio}} che ne segnala la mancanza. Se i dati riportati sono sbagliati, correggi direttamente la voce biografica; le modifiche saranno visibili in questa lista entro pochi giorni. Per chiarimenti vedi il progetto biografie. La lista contiene solo le 367 persone che sono citate nell'enciclopedia e per le quali è stato implementato correttamente il template Bio. Pagina aggiornata al 10 ago 2025. |

- 1º gennaio - Abdulsalam Al Gadabi, ex nuotatore yemenita
- 1º gennaio - Leena Alam, attrice e attivista afghana
- 1º gennaio - Vidya Balan, attrice indiana
- 1º gennaio - Nina Bott, attrice e conduttrice televisiva tedesca
- 1º gennaio - Yohann Diniz, marciatore francese
- 1º gennaio - René Estrada, ex calciatore cubano
- 1º gennaio - Polow da Don, produttore discografico e rapper statunitense
- 1º gennaio - Agitu Ideo Gudeta, imprenditrice e ambientalista etiope († 2020)
- 1º gennaio - Anca Heltne, pesista rumena
- 1º gennaio - Philip Mulryne, religioso e ex calciatore nordirlandese
- 1º gennaio - Paramahamsa Nithyananda, religioso e predicatore indiano
- 1º gennaio - Urko Olazabal, attore e doppiatore spagnolo
- 1º gennaio - Guma Mousa, calciatore libico
- 1º gennaio - Xavier Samin, ex calciatore francese
- 1º gennaio - Wagner Lago, ex calciatore brasiliano
- 1º gennaio - Terri Tatchell, sceneggiatrice canadese
- 1º gennaio - Nadia Terranova, scrittrice italiana
- 2 gennaio - Cibelle, cantautrice e musicista brasiliana
- 2 gennaio - Aimo Diana, allenatore di calcio e ex calciatore italiano
- 2 gennaio - Andrew Hughes, allenatore di calcio, dirigente sportivo e ex calciatore inglese
- 2 gennaio - Oliver Lederer, allenatore di calcio e ex calciatore austriaco
- 2 gennaio - Froylán Ledezma, ex calciatore costaricano
- 2 gennaio - Jevhen Levčenko, ex calciatore ucraino
- 2 gennaio - Flower Tucci, attrice pornografica e regista statunitense
- 2 gennaio - Henrik Pedersen, allenatore di calcio e dirigente sportivo danese
- 2 gennaio - Karina Smirnoff, ballerina statunitense
- 2 gennaio - Kjartan Sveinsson, polistrumentista islandese
- 2 gennaio - Neil Swaab, disegnatore, fumettista e scrittore statunitense
- 2 gennaio - Megumi Toyoguchi, doppiatrice giapponese
- 2 gennaio - Yoon Se-ah, attrice sudcoreana
- 2 gennaio - Roberta de Matthaeis, conduttrice radiofonica e conduttrice televisiva italiana
- 3 gennaio - Stefan Adamsson, ex ciclista su strada svedese
- 3 gennaio - Dominique Ansel, pasticciere francese
- 3 gennaio - Yordanis Borrero, ex sollevatore cubano
- 3 gennaio - Dīmītra Kalentzou, ex cestista e allenatrice di pallacanestro greca
- 3 gennaio - Kimberley Locke, cantautrice statunitense
- 3 gennaio - Ladj Ly, attore, regista e sceneggiatore francese
- 3 gennaio - Park Sol-mi, attrice sudcoreana
- 3 gennaio - Shawnna, rapper statunitense
- 3 gennaio - Mike York, ex hockeista su ghiaccio statunitense
- 4 gennaio - Juan Aguinaga, calciatore ecuadoriano
- 4 gennaio - Morten Christiansen, ex calciatore danese
- 4 gennaio - Marius Ebbers, ex calciatore tedesco
- 4 gennaio - Cristián Gómez, ex calciatore cileno
- 4 gennaio - Fred House, ex cestista statunitense
- 4 gennaio - Dominik Hrbatý, allenatore di tennis e ex tennista slovacco
- 4 gennaio - Susan Jennings, ex schermitrice e maestra di scherma statunitense
- 4 gennaio - Martin Knudsen, ex calciatore norvegese
- 4 gennaio - André Neles, calciatore brasiliano († 2020)
- 4 gennaio - Stian Ohr, ex calciatore norvegese
- 4 gennaio - Nacho Ordín, ex cestista spagnolo
- 4 gennaio - Tomas Rinkevičius, allenatore di pallacanestro e ex cestista lituano
- 4 gennaio - Karine Ruby, snowboarder francese († 2009)
- 4 gennaio - Rustem Sabirchuzin, pentatleta russo
- 4 gennaio - Yvonne Schuring, canoista austriaca
- 4 gennaio - Alon Stein, ex cestista e allenatore di pallacanestro israeliano
- 4 gennaio - Alexander Weber, schermidore tedesco
- 4 gennaio - Sven de Caluwé, cantante belga
- 5 gennaio - Kelly Berville, ex calciatore francese
- 5 gennaio - Bugz, rapper statunitense († 1999)
- 5 gennaio - Nadia Cortassa, triatleta italiana
- 5 gennaio - Sabrina Harman, criminale di guerra e ex militare statunitense
- 5 gennaio - Yvette Higgins, pallanuotista australiana
- 5 gennaio - January Jones, attrice e modella statunitense
- 5 gennaio - Luís Fernando de Souza, ex cestista brasiliano
- 5 gennaio - Seanan McGuire, scrittrice e musicista statunitense
- 5 gennaio - Franck Montagny, ex pilota automobilistico francese
- 5 gennaio - America Olivo, attrice, cantante e modella statunitense
- 5 gennaio - Emilia, cantante svedese
- 5 gennaio - Álvaro Sarabia, ex calciatore cileno
- 5 gennaio - Anke Wischnewski, slittinista tedesca
- 6 gennaio - David Cubillo, allenatore di calcio e ex calciatore spagnolo
- 6 gennaio - Francesco Demuro, cantante e tenore italiano
- 6 gennaio - Renaud Dion, ex ciclista su strada francese
- 6 gennaio - Nikki Einfeld, soprano canadese
- 6 gennaio - Pépito Elhorga, rugbista a 15 francese
- 6 gennaio - Bubba Franks, ex giocatore di football americano statunitense
- 6 gennaio - Oksana Lyniv, direttrice d'orchestra ucraina
- 6 gennaio - Eldorado Merkoçi, ex calciatore albanese
- 6 gennaio - Rubén Ramírez Hidalgo, allenatore di tennis e ex tennista spagnolo
- 6 gennaio - Cédric Roussel, calciatore belga († 2023)
- 6 gennaio - Ayano Tsuji, cantante, compositrice e musicista giapponese
- 7 gennaio - Daniel Mark Bennett, ex calciatore singaporiano
- 7 gennaio - Janine Jansen, violinista e violista olandese
- 7 gennaio - Israel Keyes, serial killer statunitense († 2012)
- 7 gennaio - Anis Lounifi, judoka tunisino
- 7 gennaio - Emilio Marcos Palma, informatico argentino
- 7 gennaio - Salvatore Ruocco, attore italiano
- 7 gennaio - Ryan Star, cantautore e musicista statunitense
- 7 gennaio - Oumar Tchomogo, allenatore di calcio e ex calciatore beninese
- 7 gennaio - Bülent Ulusoy, ex pugile turco
- 8 gennaio - Leonardo Bertagnolli, ex ciclista su strada italiano
- 8 gennaio - Oleksandr Bilanenko, biatleta ucraino
- 8 gennaio - Alberto Blanco, ex calciatore panamense
- 8 gennaio - Marco Fu, giocatore di snooker hongkonghese
- 8 gennaio - Ido Kozikaro, ex cestista e dirigente sportivo israeliano
- 8 gennaio - Sara Kruzan, attivista statunitense
- 8 gennaio - Heidi Kyrö, cantante finlandese
- 8 gennaio - Hanna Marusava, arciera bielorussa
- 8 gennaio - Park Jin-hee, attrice sudcoreana
- 8 gennaio - Marcelo Verón, ex calciatore argentino
- 8 gennaio - Zhang Jie, schermidore cinese
- 9 gennaio - Hamlet Barrientos, ex calciatore boliviano
- 9 gennaio - Chi Rongliang, ex calciatore cinese
- 9 gennaio - Leo Cullen, ex rugbista a 15 e allenatore di rugby a 15 irlandese
- 9 gennaio - Mashonda, cantante statunitense
- 9 gennaio - Amity Dry, cantautrice e personaggio televisivo australiana
- 9 gennaio - Daniela Farnese, scrittrice e blogger italiana
- 9 gennaio - Gennaro Gattuso, allenatore di calcio e ex calciatore italiano
- 9 gennaio - Tomonori Hirayama, ex calciatore giapponese
- 9 gennaio - Chad Johnson, ex giocatore di football americano e calciatore statunitense
- 9 gennaio - Alexander James McLean, musicista e cantante statunitense
- 9 gennaio - Simone Niggli-Luder, orientista svizzera
- 9 gennaio - Balázs Rabóczki, ex calciatore ungherese
- 9 gennaio - Raffaele Rubino, dirigente sportivo e ex calciatore italiano
- 9 gennaio - Adam Sztykiel, sceneggiatore, produttore cinematografico e produttore televisivo statunitense
- 9 gennaio - Cristian Osvaldo Álvarez, ex calciatore argentino
- 10 gennaio - Andrea Battilotti, pallavolista italiano
- 10 gennaio - Ingrid Bisa, politica italiana
- 10 gennaio - Daniele Bracciali, ex tennista italiano
- 10 gennaio - Gastón Casas, ex calciatore argentino
- 10 gennaio - Antonio Cupo, attore canadese
- 10 gennaio - Daniele Faggiano, dirigente sportivo italiano
- 10 gennaio - Thomas Finstad, ex calciatore norvegese
- 10 gennaio - Kekko Fornarelli, pianista e compositore italiano
- 10 gennaio - Jean-Philippe Javary, ex calciatore francese
- 10 gennaio - Matthew Le Nevez, attore australiano
- 10 gennaio - Gavin McCann, ex calciatore inglese
- 10 gennaio - Taya Parker, modella statunitense
- 10 gennaio - Michael Pienaar, ex calciatore namibiano
- 10 gennaio - Facundo Hernán Quiroga, ex calciatore argentino
- 10 gennaio - Hajdana Radunović, ex cestista montenegrina
- 10 gennaio - Luca Rizzo Nervo, politico italiano
- 10 gennaio - Brent Smith, cantante statunitense
- 10 gennaio - Tamina Snuka, wrestler statunitense
- 10 gennaio - Hossein Tavakoli, ex sollevatore iraniano
- 10 gennaio - Tanel Tein, ex cestista estone
- 11 gennaio - Muhammet Akagündüz, ex calciatore austriaco
- 11 gennaio - Vallo Allingu, ex cestista estone
- 11 gennaio - Michael Duff, allenatore di calcio e ex calciatore nordirlandese
- 11 gennaio - Kyoko Hamaguchi, ex lottatrice giapponese
- 11 gennaio - Emile Heskey, allenatore di calcio, dirigente sportivo e ex calciatore inglese
- 11 gennaio - Joan Lino Martínez, ex lunghista e velocista cubano
- 11 gennaio - Pathy Essengo, ex calciatore della Repubblica Democratica del Congo
- 11 gennaio - Adepero Oduye, attrice statunitense
- 11 gennaio - Vincent Philippe, pilota motociclistico francese
- 11 gennaio - Justin Wellington, cantante papuano
- 12 gennaio - Luis Ayala, giocatore di baseball messicano
- 12 gennaio - Barbara Baldissera, ex pattinatrice di short track italiana
- 12 gennaio - Steve Brinkman, pallavolista canadese
- 12 gennaio - Jeremy Camp, cantautore statunitense
- 12 gennaio - Bouchaib El Moubarki, allenatore di calcio e ex calciatore marocchino
- 12 gennaio - Bonaventure Kalou, ex calciatore ivoriano
- 12 gennaio - Kim Sa-rang, modella e attrice sudcoreana
- 12 gennaio - Sean McClare, ex calciatore inglese
- 12 gennaio - Mika Rissanen, scrittore e storico finlandese
- 12 gennaio - Kris Roe, compositore, chitarrista e cantante statunitense
- 12 gennaio - Samuele Segoni, politico e geologo italiano
- 12 gennaio - Ainsley Switzer, schermitrice canadese
- 12 gennaio - Maurizio Zaffiri, ex rugbista a 15, preparatore atletico e dirigente sportivo italiano
- 12 gennaio - Oksana Zbrožek, ex mezzofondista russa
- 13 gennaio - Nenad Buljan, ex nuotatore croato
- 13 gennaio - Chiara Cassin, nuotatrice artistica italiana
- 13 gennaio - Chris De Witte, ex calciatore belga
- 13 gennaio - Peppe Laurato, cabarettista, comico e attore italiano
- 13 gennaio - Martin Lee, ex tennista britannico
- 13 gennaio - Massimo Mutarelli, allenatore di calcio e ex calciatore italiano
- 13 gennaio - Fuyuka Ōura, doppiatrice giapponese
- 13 gennaio - Sebastian Rejman, cantante e conduttore televisivo finlandese
- 13 gennaio - Mohit Sharma, militare indiano († 2009)
- 13 gennaio - Nate Silver, statistico, giornalista e sondaggista statunitense
- 13 gennaio - Tinga, ex calciatore brasiliano
- 13 gennaio - Michael H. Weber, sceneggiatore e produttore cinematografico statunitense
- 14 gennaio - Abdelaziz Ahanfouf, ex calciatore marocchino
- 14 gennaio - Vladimir Antipov, ex hockeista su ghiaccio russo
- 14 gennaio - Kuno Becker, attore messicano
- 14 gennaio - Just Blaze, produttore discografico statunitense
- 14 gennaio - Sage Brocklebank, attore canadese
- 14 gennaio - Shawn Crawford, ex velocista statunitense
- 14 gennaio - Tim Don, triatleta britannico
- 14 gennaio - Costi Ioniță, cantautore e produttore discografico rumeno
- 14 gennaio - Marija Kalmykova, ex cestista russa
- 14 gennaio - J. J. Shobha, ex multiplista indiana
- 14 gennaio - Silvija Talaja, ex tennista croata
- 14 gennaio - Ricardo Manuel Fernandes, ex calciatore portoghese
- 15 gennaio - Jerry Ahrlin, ex fondista svedese
- 15 gennaio - Pablo Amo, allenatore di calcio e ex calciatore spagnolo
- 15 gennaio - Eddie Cahill, attore statunitense
- 15 gennaio - Tomáš Cibulec, ex tennista ceco
- 15 gennaio - Jamie Clayton, attrice, modella e attivista statunitense
- 15 gennaio - Bledar Devolli, allenatore di calcio e ex calciatore albanese
- 15 gennaio - Amanda Keen, ex tennista britannica
- 15 gennaio - Jan Michaelis, ex snowboarder tedesco
- 15 gennaio - Niña Pastori, cantante spagnola
- 15 gennaio - Franco Pellizotti, dirigente sportivo e ex ciclista su strada italiano
- 15 gennaio - Róbert Rák, ex calciatore slovacco
- 15 gennaio - Lázaro Ruiz, ex calciatore cubano
- 15 gennaio - Vanderson Válter de Almeida, ex calciatore brasiliano
- 16 gennaio - Koldo Gil, ex ciclista su strada spagnolo
- 16 gennaio - Nadia Peruch, ex cestista francese
- 16 gennaio - Salvatore Sorrenti, ex hockeista su ghiaccio italiano
- 16 gennaio - R. Jay Soward, ex giocatore di football americano statunitense
- 17 gennaio - Carolina Ardohain, modella, conduttrice televisiva e ballerina argentina
- 17 gennaio - Tuomo Harjula, allenatore di hockey su ghiaccio e ex hockeista su ghiaccio finlandese
- 17 gennaio - Elvis Kafoteka, ex calciatore malawiano
- 17 gennaio - Frode Kippe, calciatore norvegese
- 17 gennaio - Lisa Llorens, ex atleta paralimpica australiana
- 17 gennaio - Petra Mandula, ex tennista ungherese
- 17 gennaio - Miquel Masoliver Valdivieso, ex hockeista su pista spagnolo
- 17 gennaio - Marcelo Moreira, ex giocatore di calcio a 5 e allenatore di calcio a 5 brasiliano
- 17 gennaio - Uche Nsonwu-Amadi, ex cestista nigeriano
- 17 gennaio - Aboubacar Sankharé, ex calciatore francese
- 17 gennaio - Linda Santaguida, modella e showgirl italiana
- 17 gennaio - Josip Sesar, allenatore di pallacanestro e ex cestista croato
- 17 gennaio - Patrick Suffo, ex calciatore camerunese
- 17 gennaio - Meilen Tu, tennista statunitense
- 17 gennaio - Ricky Wilson, cantautore e musicista britannico
- 17 gennaio - Maria Östling, ex nuotatrice svedese
- 18 gennaio - Emilio De Leo, allenatore di calcio italiano
- 18 gennaio - Josh Holden, allenatore di hockey su ghiaccio e ex hockeista su ghiaccio canadese
- 18 gennaio - Thor Hushovd, dirigente sportivo e ex ciclista su strada norvegese
- 18 gennaio - Siniša Janković, ex calciatore serbo
- 18 gennaio - Wandee Kameaim, ex sollevatrice thailandese
- 18 gennaio - Katja Kipping, politica tedesca
- 18 gennaio - Bogdan Lobonț, allenatore di calcio e ex calciatore rumeno
- 18 gennaio - Mario Rodríguez Cervantes, ex calciatore messicano
- 18 gennaio - Carlos Sánchez García, ex calciatore spagnolo
- 18 gennaio - Luca Saudati, ex calciatore italiano
- 18 gennaio - Terje Skjeldestad, ex calciatore norvegese
- 18 gennaio - Ashley Tappin, ex nuotatrice statunitense
- 18 gennaio - Stev Theloke, ex nuotatore tedesco
- 18 gennaio - Ryūji Yokoe, pilota motociclistico giapponese
- 19 gennaio - Sônia Benedito, pallavolista brasiliana
- 19 gennaio - Toshiya Ishii, ex calciatore giapponese
- 19 gennaio - Thiago Lacerda, attore, doppiatore e ex nuotatore brasiliano
- 19 gennaio - Louise Latimer, ex tennista britannica
- 19 gennaio - Scott Macartney, ex sciatore alpino statunitense
- 19 gennaio - Zbigniew Małkowski, ex calciatore polacco
- 19 gennaio - Paola Naranjo, ex cestista cilena
- 19 gennaio - Laura Närhi, cantante finlandese
- 19 gennaio - Anton Palepoi, giocatore di football americano samoano americano
- 19 gennaio - Bernard Williams, velocista statunitense
- 20 gennaio - Salvatore Aronica, allenatore di calcio e ex calciatore italiano
- 20 gennaio - Sebastián Cobelli, ex calciatore argentino
- 20 gennaio - Andrej Deev, schermidore russo
- 20 gennaio - Joy Giovanni, attrice e ex wrestler statunitense
- 20 gennaio - Volodymyr Hrojsman, politico ucraino
- 20 gennaio - José James, cantante statunitense
- 20 gennaio - Gabriel Migliónico, ex calciatore argentino
- 20 gennaio - Lucie Muhr, attrice tedesca
- 20 gennaio - Clayton Stanley, ex pallavolista statunitense
- 20 gennaio - Omar Sy, attore, comico e cabarettista francese
- 20 gennaio - Jovan Tanasijević, ex calciatore montenegrino
- 20 gennaio - Luciano Zauri, allenatore di calcio e ex calciatore italiano
- 21 gennaio - Jimmal Ball, ex cestista statunitense
- 21 gennaio - Félix Benito, ex calciatore argentino
- 21 gennaio - David Coulibaly, ex calciatore francese
- 21 gennaio - Raúl Estévez, ex calciatore argentino
- 21 gennaio - Hernán Rodrigo López, allenatore di calcio e ex calciatore uruguaiano
- 21 gennaio - Inge André Olsen, ex calciatore norvegese
- 21 gennaio - Zekirija Ramadani, allenatore di calcio e ex calciatore macedone
- 21 gennaio - Sven Schmid, schermidore tedesco
- 22 gennaio - Kelly Bechard, ex hockeista su ghiaccio canadese
- 22 gennaio - Joseph Calleja, tenore maltese
- 22 gennaio - David Hughes, velista statunitense
- 22 gennaio - Diego Lo Grippo, ex cestista argentino
- 22 gennaio - Ryan Millar, ex pallavolista statunitense
- 22 gennaio - Jorge Núñez, ex calciatore paraguaiano
- 22 gennaio - Ernani Pereyra, ex calciatore brasiliano
- 22 gennaio - Tarvis Williams, ex cestista statunitense
- 23 gennaio - Lyne Beaumont, nuotatrice artistica canadese
- 23 gennaio - Ivan Belák, ex calciatore slovacco
- 23 gennaio - Monica Matano, giornalista e conduttrice televisiva italiana
- 23 gennaio - Jordie McTavish, ex cestista e allenatore di pallacanestro canadese
- 23 gennaio - Sin Yong-nam, allenatore di calcio e ex calciatore nordcoreano
- 23 gennaio - Martin Sonnenberg, ex hockeista su ghiaccio canadese
- 23 gennaio - Kikuko Tsumura, scrittrice giapponese
- 24 gennaio - Giancarlo Alvarado, giocatore di baseball portoricano
- 24 gennaio - Veerle Baetens, attrice, regista e cantante belga
- 24 gennaio - Hamide Bıkçın Tosun, taekwondoka turca
- 24 gennaio - Carlos Alberto de Oliveira Júnior, ex calciatore brasiliano
- 24 gennaio - Mark Hildreth, attore e doppiatore canadese
- 24 gennaio - Guzel Manyurova, lottatrice russa
- 24 gennaio - Nami Miyahara, attrice, doppiatrice e cantante giapponese
- 24 gennaio - Jesuli, ex calciatore spagnolo
- 24 gennaio - Christina Moses, attrice statunitense
- 24 gennaio - Tomokazu Myōjin, ex calciatore giapponese
- 24 gennaio - Camille Oponga, ex calciatore della Repubblica del Congo
- 24 gennaio - Lorenc Pashja, allenatore di calcio e ex calciatore albanese
- 24 gennaio - Hrvoje Perinčić, ex cestista croato
- 24 gennaio - Jeff Peterson, attore statunitense
- 24 gennaio - Kristen Schaal, attrice, doppiatrice e comica statunitense
- 25 gennaio - Ionuț Bădescu, ex calciatore rumeno
- 25 gennaio - Ahmet Dursun, ex calciatore turco
- 25 gennaio - Madita, cantante e attrice austriaca
- 25 gennaio - Denis Men'šov, dirigente sportivo e ex ciclista su strada russo
- 25 gennaio - Joe Naufahu, attore e ex rugbista a 15 neozelandese
- 25 gennaio - Robin Nelisse, ex calciatore olandese
- 25 gennaio - Manfred Pranger, ex sciatore alpino austriaco
- 25 gennaio - Andreas Rauscher, ex calciatore austriaco
- 25 gennaio - Jason Roberts, ex calciatore grenadino
- 25 gennaio - Isabella Rocchietta, ex modella, attrice e cantante italiana
- 25 gennaio - Lila Tretikov, informatica russa
- 25 gennaio - B.J. Whitmer, wrestler statunitense
- 25 gennaio - Charlène Wittstock, ex nuotatrice e ex modella sudafricana
- 25 gennaio - Volodymyr Zelens'kyj, politico e attore ucraino
- 25 gennaio - Andrija Zlatić, tiratore a segno serbo
- 26 gennaio - Nastja Čeh, ex calciatore sloveno
- 26 gennaio - Falete, cantante spagnolo
- 26 gennaio - Lucie Grolichová, pentatleta ceca
- 26 gennaio - Celia Keenan-Bolger, attrice e cantante statunitense
- 26 gennaio - Giovanni Morabito, allenatore di calcio e ex calciatore italiano
- 26 gennaio - Corina Morariu, ex tennista statunitense
- 26 gennaio - Kelly Stables, attrice statunitense
- 26 gennaio - Almir Sulejmanović, allenatore di calcio e ex calciatore sloveno
- 26 gennaio - Andres Torres, ex giocatore di baseball statunitense
- 27 gennaio - Jana Adámková, arbitro di calcio e ex calciatrice ceca
- 27 gennaio - Peter Bartalský, allenatore di calcio e ex calciatore slovacco
- 27 gennaio - Alessio Carbone, danzatore italiano
- 27 gennaio - Paolo Cognetti, scrittore italiano
- 27 gennaio - Robert Förster, ex ciclista su strada tedesco
- 27 gennaio - Víctor Gutiérrez, ex calciatore messicano
- 27 gennaio - Denys Jurčenko, astista ucraino
- 27 gennaio - Yoshiyuki Kobayashi, allenatore di calcio e ex calciatore giapponese
- 27 gennaio - Valerio Mieli, regista, sceneggiatore e scrittore italiano
- 27 gennaio - Gustavo Munúa, allenatore di calcio e ex calciatore uruguaiano
- 27 gennaio - Christian Niccum, ex slittinista statunitense
- 27 gennaio - Dipsy Selolwane, ex calciatore botswano
- 27 gennaio - Kai Ove Stokkeland, ex calciatore norvegese
- 27 gennaio - Tammy Sutton-Brown, ex cestista canadese
- 28 gennaio - Gianluigi Buffon, dirigente sportivo e ex calciatore italiano
- 28 gennaio - Jamie Carragher, opinionista e ex calciatore inglese
- 28 gennaio - Papa Bouba Diop, calciatore senegalese († 2020)
- 28 gennaio - Sergej Golubev, bobbista russo
- 28 gennaio - Román González, cestista argentino
- 28 gennaio - Jasmin Handanovič, ex calciatore sloveno
- 28 gennaio - Jin Mi-jeong, ex cestista sudcoreana
- 28 gennaio - Varmah Kpoto, ex calciatore liberiano
- 28 gennaio - Terrence Metcalf, ex giocatore di football americano statunitense
- 28 gennaio - Monica Roccaforte, ex attrice pornografica ungherese
- 28 gennaio - Big Freedia, rapper e personaggio televisivo statunitense
- 28 gennaio - Sheamus, wrestler irlandese
- 28 gennaio - Mike Souza, allenatore di hockey su ghiaccio e ex hockeista su ghiaccio statunitense
- 28 gennaio - Cristian Tula, allenatore di calcio e ex calciatore argentino
- 29 gennaio - Arunas Bizokas, ballerino lituano
- 29 gennaio - Dan Gadzuric, ex cestista olandese
- 29 gennaio - Yngvar Håkonsen, ex calciatore norvegese
- 29 gennaio - Martin Schmitt, ex saltatore con gli sci tedesco
- 29 gennaio - Jorge Vidigal, ex calciatore portoghese
- 29 gennaio - Radim Wozniak, allenatore di calcio e ex calciatore ceco
- 30 gennaio - Mactabene Amachree, ex cestista nigeriana
- 30 gennaio - Federico Bollati, schermidore italiano
- 30 gennaio - Omar Briceño, ex calciatore messicano
- 30 gennaio - Pëtr Dubrov, cosmonauta russo
- 30 gennaio - Sébastien Sansoni, ex calciatore e ex giocatore di beach soccer francese
- 30 gennaio - Mirko Selak, ex calciatore croato
- 31 gennaio - Beatrice Brignone, politica italiana
- 31 gennaio - Chen Yi-ju, ex cestista taiwanese
- 31 gennaio - Annemarie Forder, ex tiratrice a segno australiana
- 31 gennaio - Ivajlo Gabrovski, ex ciclista su strada bulgaro
- 31 gennaio - Patrick Gruber, ex slittinista italiano
- 31 gennaio - Dimitris Lalos, attore e regista greco
- 31 gennaio - Ibolya Oláh, cantante ungherese
- 31 gennaio - Mattia Palazzi, politico italiano
- 31 gennaio - Łukasz Skrzyński, ex calciatore polacco
- 31 gennaio - Simone Tiribocchi, allenatore di calcio e ex calciatore italiano
- 31 gennaio - Marvin Willoughby, ex cestista tedesco